# HR 3159
Ne doit pas être confondu avec d Carinae (V343 Carinae).
D Carinae
Désignations
D Carinae, également désignée HR 3159 ou HD 66591, est une étoile de la constellation australe de la Carène, localisée près de la limite avec le Poisson volant. Elle est visible à l'œil nu avec une magnitude apparente de 4,82. D'après la mesure de sa parallaxe annuelle par le satellite Hipparcos, l'étoile est distante d'environ ∼ 499 a.l. (∼ 153 pc) de la Terre. Elle s'éloigne du Système solaire à une vitesse radiale de +22 km/s.
D Carinae est une étoile bleu-blanc de la séquence principale de type spectral B4V, ce qui indique qu'elle génère son énergie par la fusion de l'hydrogène dans son noyau. Le rayon de l'étoile est près de quatre fois plus grand que le rayon solaire, et elle est plus de six fois plus massive que le Soleil. L'estimation de son âge varie entre 17 et 176 millions d'années, et elle tourne sur elle-même à une vitesse de rotation projetée de 43 km/s. L'étoile est 912 fois plus lumineuse que le Soleil et sa température de surface est de 16 983 K.
Le satellite TESS a permis de mettre en évidence que l'étoile était variable. Il s'agit d'une étoile de type B à pulsation lente.